# Мстислав Изяславич
Мстисла́в Изясла́вич (в крещении Феодор; ок. 1125/1126 или ок. 1132/1135 — 19 августа 1170) — князь Переяславский, Луцкий, Пересопницкий (1155—1156), Волынский и великий князь Киевский, сын Изяслава Мстиславича.
Как и его отец, будучи представителем старшей линии Мономаховичей, на протяжении всей своей жизни уступал в старшинстве другим Рюриковичам, тем не менее пользовался симпатиями киевской знати и несколько раз княжил в Киеве, а его основной соперник также окончательно утвердился на престоле только после его смерти и предположительно был отравлен.
Активно воевал с половцами, выступавших союзниками черниговских и суздальских князей, с которыми он боролся за власть на Руси.

## Ранняя биография
Выдвинулся на политическую арену в 1146 году, когда помог отцу Изяславу Мстиславичу отнять Киев у северского князя Игоря Ольговича. Тогда же Изяслав посадил его в Переяславле Южном.
Участвовал почти во всех войнах своего отца с Юрием Долгоруким; в 1152 году привёл на помощь отцу многочисленное венгерское войско, которое южнее Перемышля на р. Сан нанесло поражение Владимирку Галицкому, свату и союзнику Юрия.
В 1153 году дважды победил половцев, на берегах рек Орели и Псёла. Это было первое наступательное движение на половцев после 1125 года.
После смерти отца (1154) Мстислав вместе с дядей Ростиславом Мстиславичем Смоленским, занявшим киевский престол, и Святославом Всеволодовичем, племянником северского князя, выступил против Изяслава Давыдовича Черниговского, также претендовавшего на Киев. В это время в Киеве умер Вячеслав Владимирович, Юрий Долгорукий двинулся из Суздаля в Киев через смоленскую землю. На помощь к Изяславу пришли Глеб Юрьевич и половцы, и Ростислав отрёкся от Киева за себя и от Переяславля за племянника, что вызвало негодование Мстислава и отвод им войск. Половцы нанесли удар по войскам союзников и взяли много пленных, в том числе Святослава Всеволодовича (позже вызволенного из плена Изяславом Давыдовичем). Мстиславу пришлось уехать к брату в Луцк.
В 1155 году, осаждённый Юрием в Луцке, удалился в Польшу, но в следующем году появился с новыми войсками в Волынской земле, выгнал оттуда своего дядю Владимира. Поход Юрия на Мстислава был безрезультатным. Мстислав вступил в коалицию с дядей Ростиславом Смоленским и Изяславом Черниговским против Юрия. В это время (1157) последний скончался; киевский стол занял Изяслав Давыдович Черниговский.

## Борьба против Изяслава Давыдовича
Уже в конце 1158 года Изяслав поддержал претензии на галицкий престол двоюродного брата Ярослава Осмомысла, Ивана Берладника. К союзу Галича, Волыни и Смоленска присоединился двоюродный брат Изяслава Святослав Ольгович, который после перехода Изяслава в Киев занял Чернигов. Несколько лет Изяслав с помощью половцев и северского князя Святослава Всеволодовича боролся за Киев и Чернигов, но безуспешно. Мстислав с галицкой помощью дважды изгонял из Киева Изяслава, однако, оба раза уступал престол старшему в роду Мстиславичей, своему дяде Ростиславу. Ростислав поначалу хотел удержать всю Киевскую землю через сыновей, но после конфликта с Мстиславом отдал ему Белгород-Киевский, Канев и Торческ.

## Великое княжение
Киевляне призвали Мстислава на великое княжение в 1167 году, после смерти Ростислава Мстиславича. Согласно Лаврентьевской летописи, Мстислав выгнал из Киева своего дядю Владимира Мстиславича. Согласно Ипатьевской летописи, Владимир Мстиславич был во главе коалиции князей, собиравшихся признать Мстислава киевским князем в обмен на киевские волости для себя, и Мстислав послал в Киев впереди себя племянника, Василько Ярополчича, поручив ему сидеть в Киеве до своего прихода, а сам тем временем соединился со своими галицкими, польскими и городенскими союзниками.
Владимир Мстиславич был разбит Мстиславом под Вышгородом, но Мстиславу пришлось согласиться с присутствием в Киевской земле владений клана Ростиславичей: Рюрик Ростиславич удержал г. Овруч (Вручий), а Мстислав Ростиславич — Вышгород.
Примечательное обстоятельство в связи со сбором войск для похода на половцев упоминает летопись: «были тогда Ольговичи в воле Мстислава». Весной 1168 года Мстислав предпринял большой поход против половцев во главе киевских, чернигово-северских, переяславских, волынских, туровских и городенских полков, нанёс им тяжелое поражение у «Чёрного леса», обезопасил торговые пути, захватил огромную добычу, освободил многих русских пленных. Эта победа прославила Мстислава и привела к тому, что новгородцы в том же году изгнали князя Святослава Ростиславича и попросили у Мстислава на княжение его сына — Романа Мстиславича. Однако такое резкое усиление обеспокоило северских и суздальских князей (свою роль сыграло и то, что они традиционно были в союзе с половцами, тогда как киевляне опирались на чёрных клобуков).
В 1169 году Андрей Боголюбский собрал против Мстислава грандиозное войско во главе со своим сыном Мстиславом, в которое вошло большинство русских князей, в том числе смоленские Ростиславичи. Несмотря на то что поход не поддержал черниговский князь Святослав Всеволодович, галицкий князь Ярослав Владимирович, туровские и городенские князья, Мстислав не смог удержать Киев (март 1169) и удалился на Волынь, оставив семью в руках неприятелей.
Киевским князем стал не сам Андрей Боголюбский, а его младший брат Глеб Переяславский, но киевляне не желали мириться с новым порядком. Зная об их настроениях, Мстислав в марте 1170 года с луцкими, галицкими, туровскими и городенскими полками вошёл в Киевскую землю, занял Поросье и вступил в Киев, жители которого без боя открыли ворота любимому князю. Давыд Ростиславич сел в осаду в Вышгороде, а Глеб Юрьевич бежал к половцам и привёл от них войско. Тем временем союзники, начиная с галичан, покинули Мстислава, и в апреле 1170 года он был снова вынужден оставить Киев и уехать на Волынь. В августе того же года Мстислав Изяславич умер от болезни во Владимире-Волынском, но уже в следующем году на киевском княжении умер и Глеб.
Останки князя Мстислава были торжественно захоронены в основанном им соборе Успения Богородицы во Владимире-Волынском.
- Поздние вымышленные изображения Мстислава (XIX век)
- Великий князь Мстислав Изяславич. Рис. В. П. Верещагина.
- Ростислав и его племянник Мстислав находят умирающего Изяслава. Худ. Б. А. Чориков.

## Семья
Жена с конца 1149—1151 г. — Агнешка Болеславовна (1137 — после 1182) дочь князя Польского Болеслава III Кривоустого — трое сыновей:
- Роман Мстиславич Галицкий (ок. 1153—1205) — князь волынский (1170—1187, 1188—1199), галицкий (1188), первый князь галицко-волынский (1199—1205), великий князь Киевский (1201, 1204).
- Всеволод Мстиславич Волынский (ок. 1155—1195) — князь Белзский (1170—1195), Владимиро-Волынский (1188)
- Владимир Мстиславич (ок. 1158—1170)[5]

Возможно от неизвестной 1-й жены или внебрачный:
- Святослав Мстиславич (князь червенский) (ок. 1148 — упом. 1182)[6]